# László Foltán, Sr.
László Foltán, Sr., född den 25 maj 1953 i Budapest, Ungern, är en ungersk kanotist.
Han tog OS-guld i C-2 500 meter i samband med de olympiska kanottävlingarna 1980 i Moskva.